# زیردریایی کلاس استورجن
زیردریایی کلاس استورجن (به انگلیسی: Sturgeon-class submarine) یک کلاس از زیردریایی است که طول آن ۲۹۲ فوت ۳ اینچ (۸۹٫۰۸ متر) می‌باشد.